# Limonia stoneri
Limonia stoneri là một loài ruồi trong họ Limoniidae. Chúng phân bố ở miền Australasia.